# Hair High
Hair High és una pel·lícula d'animació per a adults de terror de comèdia romàntica estatunidenca del 2004 dirigida per Bill Plympton. La pel·lícula és una parodia de les pel·lícules de secundària de finals de la dècada de 1950 i principis dels anys 60.

## Argument
Una comèdia gòtica de secundària amb una història semblant a Carrie. Una parella d'adolescents que discuteixen, Wally (Michael Showalter) i Buttercup (Hayley DuMond) visiten el Diner de Jojo (Keith Carradine) per prendre una copa. Com que tenen problemes de relació entre ells, Jojo decideix explicar una història sobre una parella com ells. La història que cita és "una història del ball, d'amor, de Cherri i Spud".
Cherri (Sarah Silverman) i Rod (Dermot Mulroney) són el rei i la reina de l'institut Echo Lake i governen amb raó el seu domini. L'amiga de Cherri, Darlene (Beverly D'Angelo) també està enamorada de Rod mentre que el seu amic Zip (Zak Orth) n'està enamorat. Spud (Eric Gilliland), el nou noi de la ciutat, ofen accidentalment tant en Cherri com en Rod quan esgarrapa el cotxe d'en Rod i escriu una nota insultant a la Cherri. En conseqüència, es veu obligat a convertir-se en el seu esclau.
De manera natural i immediata, s'odien, com fer-li complir les seves ordres i humiliar-lo després d'un partit de futbol, però més tard s'enamoren. En Cherri i en Spud decideixen en secret anar al ball junts, i la nit del ball, un Rod rebutjat obliga el seu cotxe a sortir de la carretera i a entrar al llac. Amb un autèntic estil de balada dels anys 50, el seu cotxe s'enfonsa al fons del llac mentre comparteixen un últim petó. Wally creu que la història s'ha acabat, però Buttercup pensa el contrari, amb Jojo d'acord amb ella.
Tornant a la història, Rod menteix a la professora Miss Crumbles (Martha Plimpton) que Spud va raptar la Cherri i es va traslladar a Mèxic amb ella, i Darlene és coronada com a reina del ball de graduació i designar ell mateix el rei del ball de graduació restant. Mentre els cossos de Cherri i Spud es troben en una abraçada atemporal, Rod aconsegueix frustrar qualsevol investigació i aconsegueix sortir-se amb la seva de l’assassinat.
La nit de la festa de graduació de l'any següent, el cotxe cobra vida de manera màgica i marxa lentament del llac amb Cherri i Spud, com si res hagués passat, només que aquesta vegada els seus cossos es troben en un estat avançat de descomposició. El seu cotxe rovellat i ple d'aigua es dirigeix cap al ball de graduació. Just quan Rod i Darlene estan a punt de ser coronats rei i reina del ball com abans, Cherri i Spud entren a la sala de ball. El focus els segueix mentre creuen la pista de ball, amb tots els assistents en estat de xoc. A mesura que s'acosten a l'escenari, aranyes, insectes, serps, llangardaixos i peixos surten de la seva pell flaccida i els seus cossos esquelètics, menjant-se a l'amic de Rod, Dwayne (Justin Long).
Els assistents al baile de graduació, inclosa la Darlene, s'espanten mentre pugen les escales fins a l'escenari. Spud agafa la corona i la col·loca sobre Cherri mentre els animals ataquen i devoren a Rod, cosa que els permet ser el rei i la reina del ball. Al sopar, Buttercup plora sobre el tràgic però bonic que era, però en Wally intenta esbrinar quin és el sentit de la història. Jojo els explica que Cherri i Spud van crear un romanç especial en la seva curta vida. Se'n riuen i fan broma, fins que escolten els sons familiars dels cotxes de Cherri i Spud conduint cap al baile de graduació. Ara, creient que la història és certa, en Wally i en Buttercup es fan un petó. Jojo pregunta si es creuen la història. Wally diu que ho endevina, i la pel·lícula acaba preguntant-li "Qui va inventar aquesta història?"

## Repartiment
- Ed Begley, Jr. com el reverend Sidney Cheddar
- Craig Bierko com a sergent
- David Carradine com el Sr. Snerd
- Keith Carradine com a JoJo
- Beverly D'Angelo com a Darlene
- Hayley DuMond com a Buttercup
- Eric Gilliland com a Spud
- Matt Groening com a Dill
- Don Hertzfeldt com a Will
- Peter Jason com a entrenador
- Justin Long com a Dwayne
- Dermot Mulroney com a Rod
- Tom Noonan com a director
- Zak Orth com a Zip Carlswell
- Martha Plimpton com a Miss Crumbles
- Jay O. Sanders com a locutor de futbol
- Michael Showalter com a Wally
- Sarah Silverman com a Cherri

## Recepció
A Rotten Tomatoes, la pel·lícula té una puntuació d'aprovació del 75% basada en 15 ressenyes, amb una puntuació mitjana de 6,6/10. A Metacritic, la pel·lícula té una puntuació mitjana ponderada de 61 de 100, basat en 9 crítics, que indica "crítiques generalment favorables".

## Estrena
Es va estrenar als cinemes dels Estats Units el 17 d'abril de 2004 i es va estrenar en DVD el 21 de juliol de 2010.